# The Shard
The Shard (česky doslovně „střep“), známý také jako Shard of Glass, Shard London Bridge nebo London Bridge Tower, je londýnský mrakodrap, s 310 metry nejvyšší ve Velké Británii a sedmá nejvyšší budova v Evropě. Architektem stavby je Ital Renzo Piano. Cena výstavby dosáhla částky 450 milionů liber. Odspoda budova slouží jako kanceláře, ve vyšších patrech je hotel, nad kterým se nachází byty. Nejvyšší obyvatelná patra slouží jako turistická vyhlídka.
Stavba budovy začala v roce 2009, na místě kancelářského komplexu Southwark Towers z roku 1975, který byl v roce 2008 zbourán. V dubnu 2012 dosáhl Shard London Bridge plné výšky a k otevření došlo 5. července téhož roku za přítomnosti katarského premiéra šajcha Hamáda Ibn Džásima Ibn Džabera as-Sáního a člena britské královské rodiny vévody Andrewa.
Majitelem mrakodrapu je emirát Katar s 95% vlastnickým podílem.